# V497 Возничего
V497 Возничего (лат. V497 Aurigae) — одиночная переменная звезда в созвездии Возничего на расстоянии (вычисленном из значения параллакса) приблизительно 8813 световых лет (около 2702 парсеков) от Солнца. Видимая звёздная величина звезды — от +12,5m до +11m.

## Характеристики
V497 Возничего — оранжевая углеродная пульсирующая медленная неправильная переменная звезда (LB:) спектрального класса C. Эффективная температура — около 3613 K.